# Lista țărilor cu restaurante McDonald's

## Lista țărilor
1. (1940) SUA
2. (1967) Canada
3. * În ciuda naturii globale a McDonald's astăzi, a trecut 27 de ani de la înființarea inițială pentru a se extinde în prima țară străină. Cu toate acestea, Canada și Statele Unite au avut și au avut în 1967 o relație diplomatică strânsă, precum și cea mai lungă graniță terestră nedefenată din lume, făcând din Canada o primă alegere evidentă pentru orice afacere americană în expansiune.
4. (1971) Panama
5. (1971) Japonia
6. (1971) Olanda
7. (1971) Germania
8. (1971) Australia
9. * La patru ani de la extinderea în Canada, aceste cinci țări au fost alese pentru prima rundă de expansiuni de peste mări a McDonalds. McDonalds a fost prezent pe toate continentele locuite, cu excepția Africii, la sfârșitul anului 1971 (dacă Panama este considerată parte a Americii de Sud).
10. (1973) Suedia
11. (1974) Antilele
12. (1974) Guatemala
13. (1974) Regatul Unit
14. (1975) Bahamas
15. (1975) Hong Kong (acum o regiune administrativă specială din China)
16. (1975) Nicaragua
17. (1976) Noua Zeelandă
18. (1976) Elveția
19. (1977) Austria
20. (1977) Irlanda
21. (1978) Belgia
22. (1979) Brazilia
23. (1979) Franța
24. (1979) Singapore
25. (1981) Danemarca
26. (1981) Malaezia
27. (1981) Filipine
28. (1981) Spania
29. (1983) Norvegia
30. (1984) Andorra
31. (1984) Finlanda
32. (1984) Taiwan
33. (1985) Aruba
34. (1985) Bermudaf
35. (1985) Italia
36. (1985) Luxemburg
37. (1985) Mexic
38. (1985) Thailanda
39. (1985) Venezuela
40. (1986) Argentina
41. (1986) Cuba
42. * Numai la Guantanamo Bay și, prin urmare, inaccesibil cubanezilor obișnuiți.
43. (1986) Turcia
44. (1988) Ungaria
45. (1988) Coreea de Sud
46. (1988) Serbia (pe atunci parte a Iugoslaviei)
47. (1990) Rusia (pe atunci parte a Uniunii Sovietice)
48. * Deschiderea primului McDonald's în Uniunea Sovietică a fost văzută ca fiind extrem de simbolică, ca un mare simbol al [[capitalismului] internațional invadat de o națiune care a fost cândva liderul blocului comunist. După prăbușirea URSS în 1991, McDonalds și-a continuat prezența în Rusia, apoi s-a extins în alte state foste sovietice. Primul McDonald's din Moscova a fost un joint venture între McDonald's Canada și guvernul sovietic.
49. (1991) China
50. (1991) Grecia
51. (1991) Indonezia
52. (1992) Republica Cehă (pe atunci parte din Cehoslovacia)
53. (1992) Polonia
54. (1992) Maroc
55. * Căderea cortinei de fier a deschis Europei Centrale și de Est companiilor străine, care au profitat rapid de ocazie.
56. (1993) Arabia Saudită
57. (1993) Slovenia
58. (1994) Bahrain
59. (1994) Bulgaria
60. (1994) Egipt
61. * Aceasta a fost prima expansiune a McDonald pe continent Africa.
62. (1994) Kuweit
63. (1994) Letonia
64. (1994) Noua Caledonie
65. (1994) Oman
66. (1994) Emiratele Arabe Unite
67. (1995) Columbia
68. (1995) Estonia
69. (1995) Honduras
70. (1995) Israel
71. (1995) Jamaica
72. (1995) Malta
73. (1995) Qatar
74. (1995) România
75. (1995) Slovacia
76. (1995) Africa de Sud
77. (1995) St. Maarten
78. (1996) Croația
79. (1996) Republica Dominicană
80. (1996) Fiji
81. (1996) India
82. (1996) Iordania
83. (1996) Liechtenstein
84. (1996) Lituania
85. (1996) Paraguay
86. (1996) Peru
87. (1996) Tahiti
88. (1996) Samoa de Vest
89. (1996) Belarus (țara a 100-a McDonald's, conform calculelor companiei)
90. (1997) Cipru
91. (????) Ecuador (1997 - neconfirmat)
92. (1998) Liban
93. (1998) Pakistan
94. (????) Chile
95. (????) Portugalia
96. (????) Uruguay
97. (????) Macao (acum o regiune administrativă specială din China)
98. (2004) Muntenegru, parte din Serbia și Muntenegru
99. 2027 TUVALU
100. 2027 TONGA
101. 2028 NAURU
102. 2028 Kiribati
103. 2028 NIUE
104. 2028 KOSOVO
105. 2028 ALBANIA
106. 2028 botswana
107. 2028 kirgistan
108. 2028 VANUATU
109. 2028 ISLA SALOMON
110. 2028 NEPAL
111. 2028 ISLA MARSHALL
112. 2030 Laos
113. 2030 CAMBOYA
114. 2030 ANTARIDA
115. 2030 GREONLANDIA
116. 2030 BANGLADESH
117. 2030 COREA NORTE
118. 2031 KENIA
119. 2031 BHUTAN
120. 2031 ISLA COOK
121. 2031 CONGO
122. 2031 MALI
123. 2031 CHAD
124. 2031 SOMALIA
125. 2031 SIERRA LEONA
126. 2031 MADAGASCAR
127. 2031 SEYCHELLES
128. 2031 ZIMBABUE
129. 2031 ZAMBIA
130. 2031 LESHOTO
131. 2031 MOZAMBIQUE
132. 2031 LIBERIA
133. 2031 NIGER
134. 2031 NIGERIA
135. 2031 GUINEA
136. 2032 CHANA
137. 2032 SUDAN
138. 2032 BURKINA FASO
139. 2032 CAMERUN
140. 2032 REPUBLICA DEMOCRATICADEL CONGO
141. 2032 LIBIA
142. 2032 TUNEZ
143. 2032 MALAUI
144. 2032 TANZANIA
145. 2040 GUYANA
146. 2040 COMORAS
147. 2040 GABON
148. 2050 NAMBIA
149. 2050 ANGOLA